# Анатолий (Зерцалов)
Анатолий I О́птинский (в миру Алексей Моисеевич Зерца́лов, 6 [12] марта 1824, село Бобыли, Калужская губерния — 25 января [6 февраля] 1894, Оптина пустынь) — священник Русской православной церкви. Прославлен в лике преподобных в 2000 году, входит в Собор 14-ти преподобных старцев Оптиной пустыни.

## Биография
Родился в 1824 году в семье диакона Моисея Копьёва, служившего в храме села Бобыли Боровского уезда Калужской губернии, и был в святом крещении назван в честь Святого Алексия, человека Божия; всего в семье было шестеро детей.
Успешно окончил Боровское духовное училище, а затем Калужскую семинарию. В семинарии ему дали новую фамилию — Зерцалов. Шесть лет служил в Казённой палате губернского правления. Во время болезни он дал обет: если выздоровеет, то поступит в монастырь. По выздоровлении он отказался от службы и с благословения родителей ушёл в Оптинский монастырь, где и остался навсегда.
Пришёл в Оптину пустынь 31 июля 1853 года. Проходил разные послушания; долгое время был помощником письмоводителя отца Евфимия (Трунова). Семь лет, до смерти старца Макария, был его духовным учеником. Затем перешёл в духовном отношении к старцу Амвросию.
После девяти лет послушничества, 17 ноября 1862 года в скитской церкви Алексей был пострижен в мантию с именем Анатолия — в честь Анатолия, патриарха Цареградского; 5 июня (июля) 1866 года он был рукоположён в иеродиакона, а 7 сентября 1870-го — в иеромонаха. С декабря 1866 года был монастырским библиотекарем, а с декабря 1870-го — монастырским благочинным.
Летом 1871 года синодским указом был, с производством в сан архимандрита, назначен настоятелем в Орловский монастырь (Вятская губерния), но по ходатайству калужского епископа Григория это назначение было отменено. В 1873 году после смерти старца Илариона был назначен скитоначальником и братским духовником.
Когда была создана Шамординская женская обитель, старец Амвросий поручил ему окормление монахинь; Амвросий не раз говорил сёстрам: «Я редко беру вас к себе (на беседу), потому что я за вас спокоен: вы с отцом Анатолием». Помимо этого, он был духовным отцом женских монастырей шести других епархий. Будучи сам пламенным молитвенником, делателем Иисусовой молитвы, этому он учил и своих духовных чад. Старец Амвросий говорил: «Ему такая дана молитва и благодать, какая единому из тысячи даётся». Его пастырское окормление взрастило в Оптиной пустыни таких старцев последних времён, как Варсонофий и Нектарий.
В конце 1892 года он ездил в Санкт-Петербург, где сослужил литургию с Иоанном Кронштадтским.
Тяжело заболев, старец Анатолий 15 декабря 1893 года тайно принял схиму. Скончался «в 4 часа 20 минут утра во вторник 25 января 1894 года».
В 1996 году причислен к лику местночтимых святых Оптиной пустыни, а в августе 2000 года — Юбилейным Архиерейским собором Русской православной церкви прославлен для общецерковного почитания.
Мощи преподобного Анатолия (старшего) находятся во Владимирском храме Оптиной пустыни.